# Герит Смит Милер
Герит Смит Милер (енгл. Gerrit Smith Miller; 6. 12. 1869. — 24. 2. 1956) био је амерички зоолог и ботаничар.
Рођен је 1869. у насељу Питерборо округа Медисон, на територији америчке државе Њујорк. Дипломирао је на Универзитету Харвард 1894, био је запослен у америчком министарству за пољопривреду (надређени му је био Клинтон Харт Меријам). Постао је помоћник (асистент) куратора 1898. на Смитсоновом институту (Институт Смитсонијан) у Вашингтону, куратор је био од 1909. до 1940. Ишао је 1906. на истраживачка путовања у Француску, Шпанију и град Тангер.
Он је 1915. објавио резултате своје анализе делова фосила повезаних са Пилтдаунским човеком, његов закључак је био да вилица потиче од фосила човеколиког мајмуна, а део лобање од савременог човека.
Академија природних наука из Филаделфије му је 1934. доделила Лејдијеву награду.